# La Saleta e Falavaus
La Saleta Falavaus (en francès La Salette-Fallavaux) és un municipi francès situat al departament de la Isèra i a la regió d'Alvèrnia-Roine-Alps. L'any 2007 tenia 68 habitants.

## Demografia

### Població
El 2007 la població de fet de La Salette-Fallavaux era de 68 persones. Hi havia 31 famílies de les quals 15 eren unipersonals (15 homes vivint sols), 8 parelles sense fills i 8 parelles amb fills.
La població ha evolucionat segons el següent gràfic:
Habitants censats

### Habitatges
El 2007 hi havia 124 habitatges, 29 eren l'habitatge principal de la família, 92 eren segones residències i 3 estaven desocupats. 109 eren cases i 12 eren apartaments. Dels 29 habitatges principals, 19 estaven ocupats pels seus propietaris i 10 estaven llogats i ocupats pels llogaters; 5 tenien dues cambres, 11 en tenien tres, 2 en tenien quatre i 12 en tenien cinc o més. 18 habitatges disposaven pel capbaix d'una plaça de pàrquing. A 14 habitatges hi havia un automòbil i a 11 n'hi havia dos o més.

### Piràmide de població
La piràmide de població per edats i sexe el 2009 era:
| Homes | Edats   | Dones |
| ----- | ------- | ----- |
| 0     | 95 o +  | 0     |
| 0     | 90 a 94 | 0     |
| 0     | 85 a 89 | 0     |
| 0     | 80 a 84 | 0     |
| 4     | 75 a 79 | 0     |
| 0     | 70 a 74 | 4     |
| 8     | 65 a 69 | 0     |
| 16    | 60 a 64 | 8     |
| 4     | 55 a 59 | 4     |
| 0     | 50 a 54 | 4     |
| 0     | 45 a 49 | 0     |
| 0     | 40 a 44 | 0     |
| 4     | 35 a 39 | 4     |
| 0     | 30 a 34 | 0     |
| 4     | 25 a 29 | 4     |
| 0     | 20 a 24 | 0     |
| 0     | 15 a 19 | 0     |
| 8     | 10 a 14 | 0     |
| 4     | 5 a 9   | 0     |
| 0     | 0 a 4   | 4     |

## Economia
El 2007 la població en edat de treballar era de 43 persones, 32 eren actives i 11 eren inactives. De les 32 persones actives 28 estaven ocupades (17 homes i 11 dones) i 4 estaven aturades (2 homes i 2 dones). De les 11 persones inactives 2 estaven jubilades, 2 estaven estudiant i 7 estaven classificades com a «altres inactius».
Activitats econòmiques
L'únic establiment que hi havia el 2007 era d'una empresa de construcció.
L'únic servei als particulars que hi havia el 2009 era una fusteria.
L'any 2000 a La Salette-Fallavaux hi havia 3 explotacions agrícoles.

## Poblacions més properes
El següent diagrama mostra les poblacions més properes.

## Llocs d'interès
- Santuari de la Mare de Déu de la Saleta. És el segon lloc de pelegrinatge més important a França després de Lorda. El 15 d'agost i el 19 de setembre s'hi apleguen grans multituds.